# 多紀郡
多紀郡（日语：／ Taki gun */?）是過去位於兵庫縣東北部的郡，已於1999年4月1日因無管轄町村而被廢除。
過去的範圍相當於現在的丹波篠山市的全部區域。

## 歷史
在令制國時代屬於丹波國，自平安時代以後，此地分屬於寺廟的領地大山莊、後河莊等莊園。戰國時代為波多野氏所控制，曾在此築有八上城，直到16世紀末被織田信長所消滅。
由於位於京都前往山陰道的要衝，江戶時代初期由德川家康指派松平康重在此新建篠山城取代原本的八上城，同時設立篠山藩；此後篠山藩雖然經歷多次轉封，但藩主皆由譜代大名擔任。
19世紀末江戶時代結束之際，多紀郡全境都為篠山藩的領地。
隨著1868年幕府的結束及接著實施的廢藩置縣政策，改隸屬篠山縣，1871年全數被整併到豐岡縣內，1876年再次整併到兵庫縣。
1879年實施郡區町村編制法，正式的設置了近代的行政區劃「多紀郡」，郡役所設於篠山。

### 沿革

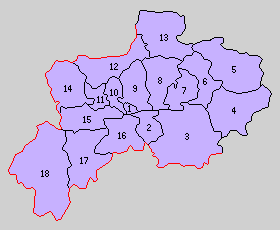
1889年多紀郡轄下的行政區劃
1.篠山町 2.八上村 3.日置村 4.福住村 5.大芋村 6.村雲村 7.雲部村 8.畑村 9.城北村 10.岡野村 11.南河內村 12.北河內村 13.草山村 14.大山村 15.味間村 16.城南村 17.古市村 18.今田村

- 1889年4月1日：實施町村制，多紀郡下設：篠山町（日语：篠山町）、八上村（日语：八上村 (兵庫県)）、日置村（日语：日置村 (兵庫県)）、福住村（日语：福住村 (兵庫県)）、大芋村（日语：大芋村）、村雲村（日语：村雲村）、雲部村（日语：雲部村）、畑村（日语：畑村）、城北村（日语：城北村 (兵庫県多紀郡)）、岡野村（日语：岡野村）、南河內村（日语：南河内村 (兵庫県)）、北河內村（日语：北河内村 (兵庫県)）、草山村（日语：草山村）、大山村（日语：大山村 (兵庫県多紀郡)）、味間村（日语：味間村）、城南村（日语：城南村 (兵庫県多紀郡)）、古市村（日语：古市村 (兵庫県)）、今田村。（1町17村）
- 1892年01月8日：日置村的部分地區分出設置為後川村（日语：後川村 (兵庫県)）。（1町18村）
- 1896年07月1日：實施郡制（日语：郡制），設立郡參事會（日语：郡参事会）。
- 1923年04月1日：廢除郡會和郡參事會。
- 1926年7月1日：廢除郡役所，此後郡不再作為行政區劃，只作為地名的表示。
- 1955年01月1日：南河內村、北河內村、草山村合併為西北村，同日又改名為西紀村。（1町16村）
- 1955年4月10日：日置村、後川村、雲部村合併為城東村。（1町14村）
- 1955年4月15日：（2町8村）
  - 福住村、大芋村、村雲村合併為多紀村。
  - 味間村、城南村、古市村、大山村合併為丹南町（日语：丹南町）。
- 1955年4月20日：篠山町、八上村、畑村、城北村、岡野村合併為新設立的篠山町。（2町4村）
- 1960年01月1日：（5町1村）
  - 多紀村改制為多紀町（日语：多紀町）。
  - 城東村改制為城東町（日语：城東町）。
  - 西紀村改制為西紀町（日语：西紀町）。
- 1960年04月1日：今田村改制為今田町（日语：今田町）。（6町）
- 1975年03月28日：篠山町、城東町、多紀町合併為新設立的篠山町。（4町）
- 1999年04月1日：今田町、篠山町、西紀町、丹南町合併為篠山市，並脫離多紀郡；同時多紀郡因無管轄町村而被廢除。

### 變遷表
| 1889年4月1日 | 1889年-1926年       | 1926年-1944年 | 1944年-1954年 | 1954年-1989年        | 1954年-1989年        | 1954年-1989年        | 1989年-現在         | 現在                    |                         |
| ------------ | ------------------- | ------------- | ------------- | -------------------- | -------------------- | -------------------- | ------------------- | ----------------------- | ----------------------- |
| 篠山町       | 篠山町              | 篠山町        | 篠山町        | 1955年4月20日 篠山町 | 1955年4月20日 篠山町 | 1975年3月28日 篠山町 | 1999年4月1日 篠山市 | 2019年5月1日 丹波篠山市 | 2019年5月1日 丹波篠山市 |
| 八上村       |                     |               |               | 1955年4月20日 篠山町 | 1955年4月20日 篠山町 | 1975年3月28日 篠山町 | 1999年4月1日 篠山市 | 2019年5月1日 丹波篠山市 | 2019年5月1日 丹波篠山市 |
| 畑村         |                     |               |               | 1955年4月20日 篠山町 | 1955年4月20日 篠山町 | 1975年3月28日 篠山町 | 1999年4月1日 篠山市 | 2019年5月1日 丹波篠山市 | 2019年5月1日 丹波篠山市 |
| 城北村       |                     |               |               | 1955年4月20日 篠山町 | 1955年4月20日 篠山町 | 1975年3月28日 篠山町 | 1999年4月1日 篠山市 | 2019年5月1日 丹波篠山市 | 2019年5月1日 丹波篠山市 |
| 岡野村       |                     |               |               | 1955年4月20日 篠山町 | 1955年4月20日 篠山町 | 1975年3月28日 篠山町 | 1999年4月1日 篠山市 | 2019年5月1日 丹波篠山市 | 2019年5月1日 丹波篠山市 |
| 日置村       | 日置村              | 日置村        | 日置村        | 1955年4月10日 城東村 | 1960年1月1日 城東町  | 1975年3月28日 篠山町 | 1999年4月1日 篠山市 | 2019年5月1日 丹波篠山市 | 2019年5月1日 丹波篠山市 |
| 日置村       | 1892年1月8日 後川村 |               |               | 1955年4月10日 城東村 | 1960年1月1日 城東町  | 1975年3月28日 篠山町 | 1999年4月1日 篠山市 | 2019年5月1日 丹波篠山市 | 2019年5月1日 丹波篠山市 |
| 雲部村       |                     |               |               | 1955年4月10日 城東村 | 1960年1月1日 城東町  | 1975年3月28日 篠山町 | 1999年4月1日 篠山市 | 2019年5月1日 丹波篠山市 | 2019年5月1日 丹波篠山市 |
| 福住村       | 福住村              | 福住村        | 福住村        | 1955年4月15日 多紀村 | 1960年1月1日 多紀町  | 1975年3月28日 篠山町 | 1999年4月1日 篠山市 | 2019年5月1日 丹波篠山市 | 2019年5月1日 丹波篠山市 |
| 大芋村       |                     |               |               | 1955年4月15日 多紀村 | 1960年1月1日 多紀町  | 1975年3月28日 篠山町 | 1999年4月1日 篠山市 | 2019年5月1日 丹波篠山市 | 2019年5月1日 丹波篠山市 |
| 村雲村       |                     |               |               | 1955年4月15日 多紀村 | 1960年1月1日 多紀町  | 1975年3月28日 篠山町 | 1999年4月1日 篠山市 | 2019年5月1日 丹波篠山市 | 2019年5月1日 丹波篠山市 |
| 南河內村     | 南河內村            | 南河內村      | 南河內村      | 1955年1月1日 西紀村  | 1960年1月1日 西紀町  | 1960年1月1日 西紀町  | 1999年4月1日 篠山市 | 2019年5月1日 丹波篠山市 | 2019年5月1日 丹波篠山市 |
| 北河內村     |                     |               |               | 1955年1月1日 西紀村  | 1960年1月1日 西紀町  | 1960年1月1日 西紀町  | 1999年4月1日 篠山市 | 2019年5月1日 丹波篠山市 | 2019年5月1日 丹波篠山市 |
| 草山村       |                     |               |               | 1955年1月1日 西紀村  | 1960年1月1日 西紀町  | 1960年1月1日 西紀町  | 1999年4月1日 篠山市 | 2019年5月1日 丹波篠山市 | 2019年5月1日 丹波篠山市 |
| 大山村       | 大山村              | 大山村        | 大山村        | 1955年4月15日 丹南町 | 1955年4月15日 丹南町 | 1955年4月15日 丹南町 | 1999年4月1日 篠山市 | 2019年5月1日 丹波篠山市 | 2019年5月1日 丹波篠山市 |
| 味間村       |                     |               |               | 1955年4月15日 丹南町 | 1955年4月15日 丹南町 | 1955年4月15日 丹南町 | 1999年4月1日 篠山市 | 2019年5月1日 丹波篠山市 | 2019年5月1日 丹波篠山市 |
| 城南村       |                     |               |               | 1955年4月15日 丹南町 | 1955年4月15日 丹南町 | 1955年4月15日 丹南町 | 1999年4月1日 篠山市 | 2019年5月1日 丹波篠山市 | 2019年5月1日 丹波篠山市 |
| 古市村       |                     |               |               | 1955年4月15日 丹南町 | 1955年4月15日 丹南町 | 1955年4月15日 丹南町 | 1999年4月1日 篠山市 | 2019年5月1日 丹波篠山市 | 2019年5月1日 丹波篠山市 |
| 今田村       | 今田村              | 今田村        | 今田村        | 今田村               | 1960年4月1日 今田町  | 1960年4月1日 今田町  | 1999年4月1日 篠山市 | 2019年5月1日 丹波篠山市 | 2019年5月1日 丹波篠山市 |